# SPEC~제로~
《SPEC~제로~》(일본어: SPEC〜零〜 スペック〜ゼロ〜[*])는 만화·료 하루토, 원안·니시오기 유미에, 각본·사토나카 시즈루에 의한 일본의 SF 만화 작품이다. 당초는 〈SPEC~천~프렐류드〉(SPEC〜天〜零)의 타이틀로, 《영 에이스》(카도카와 쇼텐)에서 2012년 2월호부터 5월호까지 연재되어, 단행본화 즈음에 타이틀이 변경되었다. 전 1권. 2013년 10월 23일에는 TBS TV에서 스페셜 드라마화되어 방송되었다.
본작의 속편인 영화 《극장판 SPEC~천~》의 만화화 작품은 《SPEC~천~》의 타이틀로 동년 6월호부터 같은 잡지에서 계속 연재되었다.

## 개요
SPEC HOLDER(스펙 홀더, 작품에 있어서의 초능력자)에 의한 범죄를 수사하는 경시청 공안부 공안 제5과 미상 사건 특별 대책계, 통칭:미상의 경찰관들과 능력자들과의 투쟁을 그린 TBS의 텔레비전 드라마 《SPEC~경시청 공안부 공안 제5과 미상 사건 특별 대책계 사건부~》의 파생 작품이며, 전날담이다. 드라마의 시작에서 주인공인 토마 사야가 왼손에 상처를 입고 있는 이유, 또 그 원인이 된 SPEC 홀더·니노마에와의 투쟁을 그리고 있다.
연재시는, 개시의 호를 시작해, 몇 번인가의 게재호로 2화분이 한꺼번에 게재되어, 4개월에 전7화를 그려 완결했다. 단행본은 드라마의 영화화 작품 《극장판 SPEC~천~》의 개봉 직전인 2012년 4월 4일에 발매되어, 동년 4월 16일자의 오리콘 랭킹 코믹 부문에서 첫등장 26위, 주간 매상 3만부를 기록했다.
또, 원작의 소설판도 동년 4월 25일에 발매되었다.

## 등장인물
토마 사야
주인공. 경시청 공안부 공안 제5과·미상 사건 특별 대책계 수사관.
고교생때, 부모님과 남동생 요타를 비행기 사고로 잃는다. 교토 대학 이학부를 졸업 후, 2009년에 FBI에서의 연수를 거쳐 미상에 착임. 영어가 통달하지만, 욕설을 연발하는 매우 상스러운 말을 쓴다. 후의 모습과 달라, 아직 왼손은 부상하고 있지 않고, 복장도 팬츠 슈트를 착용하고 있다. 왼손에 〈죽은 SPEC 홀더를 호출한다〉 SPEC을 갖고 있지만, 그것은 누구에게도 밝히지 않았다. 어떠한 능력을 가지고 있는 것은 아닌지 낭시에게 지적되고 있지만, 〈SPEC 홀더에게 도움 받는 힘〉이 있을 뿐이라고 말하고 있다. 낸시에 대해서는 〈친구〉라는 의식을 가지고 있다.
노노무라 코타로
미상의 계장. 부하는 현재, 토마뿐. 미야비라고 하는 애인이 있다.
니노마에 쥬이치/토마 요타
초등 학생때, 비행기내 폭발에 의해 눈앞에서 부모님이 살해된다. 요타도 사망한 것으로 다루어지고 있었지만, 일본외에서 니노마에로서 살아 있었다. 그러나 기억 조작에 의해 자신이 요타인 것을 잊고 부모님을 죽인 것은 사야라고 믿어 버려 원망하고 있다. 시간을 멈추는 SPEC을 가진다고 여겨져 〈커널 길드〉 소속의 SPEC 홀더가 되었다.
6년 후, 일본에 건너가 보통 고교생으로서의 생활을 보낸다.
그 SPEC의 특성상, 어떤 인간이라도 일순간에 죽일 수 있기 위해, 조직의 인간들을 두려워하지 않고 불손한 태도를 취한다. 살인 그 자체에도 망설임이 없는 냉혹함을 가지지만, 아키바계의 취미를 가지는 아이 같은 일면도 있다.
치이 사토시
자칭·토마의 전 남자친구이지만, 그녀에게는 전혀 상대되지 않고 스토커 취급을 당하고 있다. 일본인과 스페인인의 하프로, 장신의 청년. 〈커널 길드〉의 일원으로, 기억 조작 능력을 가지는 SPEC 홀더. 니노마에의 조수와 같은 입장에서 그에게 시중을 들지만, 실제는 그 기억을 조작해 따르게 하며 감시하고 있어, 그의 수많은 난폭한 행동에도 표면상은 참고 있다. SPEC에는 불완전한 점이 있어, 조건에 따라서는 지운 기억이 되살아나 버리는 일이 있다. 그가 조작한 토마의 기억 중에서는, 대학에서 아메리칸 풋볼부의 스타 선수이며, 그녀와 연구실에서 만나, 교제 4년째에 프러포즈하고 있다.
시바타 준
2003년 시점에서 경시청 수사 1과 2계 형사. 고교생인 토마에게 가족의 죽음이 SPEC 홀더에 의한 살인일 가능성을 전해, 후에 그녀를 미상에 소개했다. 미상의 계장으로 노노무라를 지명했던 것도 시바타이며, 그것은 그녀 대 SPEC 홀더 범죄에 대한 사상에 따르고 있다. 《SPEC》 연속 드라마판의 11년전의 이야기인 《케이조쿠》에서는 주인공이며, 노노무라의 케이조쿠 시대의 부하였다.
낸시 오오제키
FBI 시절 토마의 친구. 전자와 회화할 수 있는 스펙 홀더로, 모든 전자기기를 멀어진 장소의 것이라도 자유롭게 조종할 수 있어, 하야미 유의 〈여름빛 낸시〉를 노래하면서 능력을 발동한다. 외형은 드레드록스 헤어로 비만의 폴리네시아계내지는 아프리카계 미국인인 여성이지만, 실은 일본계 4세로 일본어도 할 수 있다. 토마 같이, 영어의 어조는 매우 더럽다. 원래는 매춘거리에서, 동료들에게 아웃당할 뻔하고 있던 것을 사야에게 구해져, 강한 은의를 느끼고 있었다.
우에노 마호
13세 중학생. 아버지는 내각 정보 조사실(CIRO)의 일원·우에노 아키히코. 부모님이나 남동생과 함께 자동차 사고를 당해 3명은 사망, 마호 자신은 중상을 입어 휠체어 생활을 보내고 있다.
미스터 디아블로
〈커널 길드〉의 일본 책임자. 니시다 토시유키와 닮음. 인신매매 등의 범죄력이 있다.
마담 얀
〈커널 길드〉의 일원. 차이나 드레스를 입은 요염한 미녀. 니노마에를 왕으로서 충성을 맹세한다. 《극장판 SPEC~천~》에도 등장한다.
토마 소라
사야·요타의 아버지. 소행성 탐사기 〈하야부사〉의 제작에 관련되고 있던, 유능한 과학자. 권력에 가담하는 것을 좋지 않다고 하며 〈파티마 제3예언 연구 학회〉로부터의 권유를 끊었기 때문에, 기내에서 그들이 폭발을 일으켜 아내와 함께 요타의 눈앞에서 불에 타 숨진다.
토마 루나
소라의 아내로 사야·요타의 어머니. 비행기내에서 소라와 함께 사망.
니노마에 후미
조직에 의해서 준비된 니노마에의 가짜 어머니. 기억 조작에 의해 니노마에를 친자식이라고 생각하게 되어, 극히 평범한 부모와 자식으로서 둘이서 살고 있다. 원래는 연속 의심이 가는 죽음 사건의 피해자 한 명의 아내로, 남편의 죽음을 한탄해 뒤쫓아 자살하려 하고 있었지만, 치이가 기억을 바꾸었다.
세부미 타케루
이야기 종반에 뒷모습만 등장한다. 경시청 수사 1과 SIT 소속의 육체파 형사. 어느 불가해한 사건에 말려 들어갔다. 후일의 연속 드라마·영화에서는 토마와 함께 또 한사람의 주인공.

## 서지 정보
- 료 하루토·만화, 니시오기 유미에·원안, 사토나카 시즈루·각본 《SPEC~제로~》 카도카와 쇼텐 〈카도카와 코믹스 에이스〉, 전1권
  - 2012년 4월 4일 발매[4], ISBN 978-4-04-120238-8

## 소설판
- 니시오기 유미에·원안, 사토나카 시즈루·원작, 토요타 미카·소설화 《SPEC~제로~》 카도카와 쇼텐 〈카도카와 분코〉, 전1권
  - 2012년 4월 25일 발매, ISBN 978-4-04-100228-5

## 텔레비전 드라마
2013년 10월 23일, 일련의 《SPEC》시리즈의 1작품으로 스페셜 드라마가 방송되었다. 시리즈 완결편인 영화 제2작인 《극장판 SPEC~클로즈~》의 개봉에 맞춘 방송이 된다. 시청률은 8.5%.
게스트 캐스트로서 오오스기 렌, 카와시마 우미카, 타카시마 마사노부가 출연.

## 같이 보기
- SPEC 시리즈의 등장인물